# Tunel średnicowy w Łodzi
Ten artykuł dotyczy przyszłego wydarzenia. Informacje w nim zawarte mogą się zmienić wraz z pojawieniem się nowych faktów, a początkowe doniesienia mogą być niepewne. Ostatnie aktualizacje tego artykułu mogą nie odzwierciedlać najbardziej aktualnych informacji.
Tunel średnicowy w Łodzi – budowany kolejowy tunel średnicowy o długości 7,5 km, mający przebiegać 17 m pod centrum Łodzi, który ma połączyć dworzec Łódź Fabryczna z dworcami Łódź Kaliska i Łódź Żabieniec. W tunelu zaplanowano również dodatkowe przystanki z peronami. Przewiduje się budowę jednego tunelu od stacji Łódź Fabryczna, który będzie się rozgałęział do dwóch tuneli, prowadzących do Łodzi Kaliskiej i Łodzi Żabieńca. Budowa realizowana była poprzez wykopy otwarte oraz drążenie tarczami TBM.
Jeden z nich pierwotnie został przewidziany dla kolei dużej prędkości „Y”, obecnie linii kolejowej nr 85, i umożliwi poprowadzenie jej przez stację kolejową Łódź Fabryczna, natomiast drugi będzie przedłużeniem linii nr 17 z Dworca Fabrycznego, która skrzyżuje się z linią nr 15 na północ od dworca Łódź Kaliska. Odległość między stacjami wynosi około 2,7 km w linii prostej.
Rozpoczęcie inwestycji o wartości 1,59 mld zł nastąpiło pod koniec 2017 roku od podpisania umowy na realizację dokumentacji projektowej i roboty budowlane, a prace budowlane planowano zacząć w czerwcu 2019 r., podczas gdy ich ukończenie zaplanowano w 2022 r. Ostatecznie prace budowlane rozpoczęto w sierpniu 2019 r. Termin zakończenia prac został przesunięty do 31 grudnia 2024. Oznajmiono, że budowa będzie znacznie droższa, ale lepiej skoordynowana.

## Tunel kolei konwencjonalnej

Pierwotny schemat tunelu (w kolorze niebieskim), jeszcze bez planowanej stacji Łódź Koziny

Tunel ten będzie służył zarówno pociągom Łódzkiej Kolei Aglomeracyjnej, jak i innym przewoźnikom regionalnym i ponadregionalnym. W funkcjonującym obecnie odcinku tunelu znajduje się jedynie Dworzec Łódź Fabryczna, a po oddaniu do użytku budowanego obecnie odcinka, docelowo powstaną w nim również następujące przystanki:
- Łódź Śródmieście – przystanek zlokalizowany w rejonie skrzyżowań ul. Zielonej z Wólczańską i al. Kościuszki. Projektowane są trzy podziemne poziomy połączone schodami ruchomymi i stałymi oraz windami. Na poziomie -3 dwa perony jednokrawędziowe o długości 155 m. Pozostałe poziomy będą służyć komunikacji. Dodatkowo na jednym z nich będą dostępne punkty usługowo-handlowe.
- Łódź Polesie – przystanek zlokalizowany w rejonie ulic Ogrodowej/Drewnowskiej/Karskiego. Projektowane trzy podziemne poziomy połączone schodami ruchomymi i stałymi oraz windami.
- Łódź Koziny[10][11][12][13] – przystanek zlokalizowany w miejscu komory startowej na granicy osiedli Żubardź i Koziny, w rejonie ulic Drewnowskiej i Kasprzaka oraz alei Włókniarzy. Przystanek składać się będzie z trzech poziomów, gdzie dwa z nich (-2 i -3) zawierały będą po dwa jednokrawędziowe perony o długości 155 m każdy.

## Tunel Kolei Dużych Prędkości
Do 2027 ma powstać drugi tunel, który będzie obsługiwać ruch na linii kolejowej nr 85 z Warszawy do Poznania, będącej rozwinięciem dawnego wariantu linii kolei dużej prędkości „Y”. Prace przy tym tunelu w 2023 były najbardziej zaawansowaną inwestycją prowadzoną w ramach projektu Centralnego Portu Komunikacyjnego. W 2023 podpisano umowę na wykonanie komór startowych i odbiorczych dla tunelu dalekobieżnego.

## Kalendarium
- 2002 – Instytut Rozwoju i Promocji Kolei przedstawił koncepcję „Metra Łódź”[17].
- 26 września 2009 – podpisanie porozumienia pomiędzy miastem Łódź, PKP PLK, EC1 Łódź – Miasto Kultury oraz Samorządem Województwa Łódzkiego dotyczącego finansowania i realizacji studium wykonalności dla tunelu średnicowego[18].
- 23 grudnia 2009 – ogłoszenie przetargu na opracowanie studium wykonalności tunelu[18].
- 11 marca 2010 – podpisanie umowy z firmą Sener na wykonanie studium wykonalności tunelu[19][20].
- 12 listopada 2014 – rząd zatwierdził Kontrakt Terytorialny dla województwa łódzkiego, który obowiązywać ma w latach 2014–2023. Wśród głównych projektów są m.in. obwodnice Wielunia i Bełchatowa oraz tunel kolejowy pod Łodzią[21].
- 20 sierpnia 2015 Urząd Marszałkowski Województwa Łódzkiego poinformował o aktualnym harmonogramie realizacji inwestycji. Zakłada on do połowy 2016 ogłoszenie postępowania przetargowego na projekt i realizację tunelu, pod koniec 2018 rozpoczęcie prac budowlanych, zaś w 2023 ukończenie budowy tunelu kolei konwencjonalnej[22].
- 28 listopada 2016 PKP PLK ogłosiły przetarg w formule „projektuj i buduj” na budowę tunelu średnicowego w ramach projektu POIiŚ 5.1-15 „Udrożnienie Łódzkiego Węzła Kolejowego (TEN-T), etap II, odcinek Łódź Fabryczna – Łódź Kaliska/Łódź Żabieniec”. Szacunkowy koszt budowy to 2,17 mld PLN brutto, a termin realizacji to 48-51 miesięcy. Termin składania ofert minął 11 stycznia 2017[23].
- wrzesień 2017 – zwycięzcami przetargu zostały konsorcjum Energopol Szczecin i Przedsiębiorstwo Budowy Dróg i Mostów z Mińska Mazowieckiego[24][25].
- 28 grudnia 2017 – PKP PLK podpisały z Energopolem Szczecin umowę na budowę tunelu[3].
- lipiec 2019 – Przedsiębiorstwo Energopol Szczecin, mające być głównym wykonawcą tunelu, złożyło wniosek o upadłość, co może stanowić poważne utrudnienie dla realizacji inwestycji[26]. Energopol przestał być liderem konsorcjum[27], a nowym zostało Przedsiębiorstwo Budowy Dróg i Mostów Sp. z o.o z Mińska Mazowieckiego, które otrzymało zgodę na budowę komory startowej[28].
- sierpień 2019 – rozpoczęcie budowy komory startowej w rejonie ulic Odolanowskiej i Stolarskiej[5].
- jesień 2020 – planowany początek prac budowlanych[29]
- 2021 – zatwierdzenie przystanku Łódź Koziny[30][31].
- grudzień 2026 – planowane uruchomienie[32]